# Pratt & Whitney/Allison 578-DX
Pratt & Whitney/Allison 578-DX je bil eksperimentalni propfan letalski motor, ki sta ga skupaj razvijala Pratt & Whitney in Allison. Propfan je križanec med turbofanom in turbopropom. Motor so testirali leta 1989 na predelanem MD-80, vendar ni vstopil v serijsko proizvodnjo, deloma zaradi padajočih cen goriva in velikega hrupa med delovanjem. 